# Anna Abrikosova
Anna Ivanovna Abrikosova (em russo:  Анна Ивановна Абрикосова; 23 de janeiro de 1882 - 23 de julho de 1936), mais tarde conhecida como Madre Catarina de Siena, O.P. (em em russo:  Екатери́на Сие́нская, transcrita Ekaterina Sienskaya), foi uma religiosa greco-católica russa, tradutora literária e vítima dos campos de concentração de Joseph Stalin. Ela também foi a fundadora de uma comunidade católica bizantina da Ordem Terceira de São Domingos, que ganhou grande atenção, mesmo entre os historiadores seculares da repressão soviética. Em uma antologia de memórias femininas do GULAG, a historiadora Veronica Shapovalova descreve Anna Abrikosova como "uma mulher de notável erudição e força de vontade", que "conseguiu organizar as irmãs de tal forma que, mesmo após a prisão, elas continuaram sua trabalhos."  Ela também é mencionada pelo nome no primeiro volume do Arquipélago Gulag por Alexander Solzhenitsyn.
Desde 2002, a vida de Abrikosova está sob escrutínio para possível beatificação pela Santa Sé, como um daqueles a quem Pe. Christopher Zugger denominou "Os portadores da Paixão do Exarcado Católico Russo".  Seu título atual é Servo de Deus.